# Піщаць-Перший
Піщаць-Перший (пол. Piszczac Pierwszy) — село в Польщі, у гміні Піщаць Більського повіту Люблінського воєводства.